# Hollandse zon
Hollandse zon is een lied van de Nederlandse rapper Eves Laurent. Het werd in 2022 als single uitgebracht en stond in hetzelfde jaar als negende track op het album Zeg minder dan nodig is.

## Achtergrond
Hollandse zon is geschreven door Jeff Adjei en Stijn Swarts en geproduceerd door Stinna. Het is een nummer dat past in de genres emo rap en nederhop. In het lied rapt de artiest over de dingen die hem bezig houden en deelt hij zijn persoonlijke gedachtes. Het lied werd als single uitgebracht met een instrumentale versie van het lied op de B-kant.

## Hitnoteringen
De artiest had bescheiden succes met het lied in Nederland. Het stond op de 73e plaats van de Single Top 100 in de enige week dat het in deze hitlijst te vinden was. De Top 40 en haar Tipparade werden niet bereikt.